# Ritratto di Jeanne Hébuterne (Modigliani 1919)
Ritratto di Jeanne Hébuterne è un dipinto a olio su tela (55 x38 cm) realizzato nel 1919 dal pittore italiano Amedeo Modigliani.
Fa parte di una collezione privata.
È un ritratto di Jeanne Hébuterne, compagna di vita di Modigliani negli ultimi anni fino alla morte e ispiratrice di numerose opere del pittore.